# Poświętne (województwo dolnośląskie)
Poświętne (do 1945 niem. Heiligensee) – wieś w Polsce położona w województwie dolnośląskim, w powiecie bolesławieckim, w gminie Osiecznica.

## Położenie
Leży w Borach Dolnośląskich nad rzeką Czerna Wielka.

## Podział administracyjny
W latach 1975–1998 miejscowość położona była w województwie jeleniogórskim.